# 西村兵太郎
西村 兵太郎（にしむら ひょうたろう、1884年（明治17年）3月30日 - 1935年（昭和10年）9月13日）は、日本の政治家。愛媛県長浜町（現大洲市）町長を21年、愛媛県議会議員を16年務めた。愛媛の水産界に大きな影響を与えたとして、水産業界の父とも言われている。

## 経歴
- 1884年3月30日 - 西宇和郡二名津（現伊方町）に生まれた。父金太郎と母サダの間には子供ができず、兵太郎は母親違いの息子として迎えられた。幼年時に両親とともに喜多郡長浜町大字長浜甲636番地（現：大洲市長浜甲636番地）に転居。
- 1894年 - 長浜尋常高等小学校尋常科を卒業。
- 1898年 - 高等科を卒業。その後私立喜多郡共立学校（大洲中学、現在の大洲高校の前身）へ入学。
- 1901年 - 三年生の時に上級生ともめて相手を殴り、先生に注意を受け中途退学した。その時校長に「校長先生よりも偉い人間になってやる」と言って帰ったという。[誰によって?]学校を辞めた後は自宅で日々を送っていたが、近隣の青年達を集めて演説会を開いたりしている。
- 1902年 - 長浜町役場（現：大洲市役所長浜支所）の書記として就職し戸籍主任となるも、1年半後に退職。
- 1904年 - 喜多郡米油組合の書記に就任。翌年から3回の徴兵検査をいずれも不合格となる。また、町内で新派劇団を結成し、自ら団長となり、好評を博したという。[誰によって?]
- 1905年5月 - 笑波と号し、俳誌「シブキ」を発行。
- 1909年 - 長浜魚市場の取締役に就任。
- 1911年1月 - 長浜町議会議員に当選。町議の中で最年少の28歳であった。当時の町長松井健三は、父が町会議員であった時の町長であり、俳句界の先輩でもあった。当時64歳の松井町長に兵太郎は「この次は私が町長になりますらい、あんたはやめなさいや」と遠慮なく言ったという。[要出典]同年、長浜町信用組合長に就任。
- 1914年4月21日 - 第4代長浜町長に31歳で当選。金力がなく、あまりに若いというので町議会議員の間で物議となり、黒田伊勢松、近藤壮一、村上春蔵の三議員が身元を保証するという一札を入れて町長就任を認めた[2]。これは日本中でも珍しかったのではなかろうかと、当時語り草となった。[誰によって?]5期21年在任。
- 1919年2月 - 喜多郡漁業組合連合会を設立すると共にその連合会長となり、また同月愛媛鉄道株式会社の鉄道敷設に努力して同社の監査役となる。同年3月には愛媛県水産組合代議員に就任し、郡・県へとその力を伸ばし、着々と政治家としての基礎を固めていった。同年、愛媛県議会議員に当選（4期16年在任）。
- 1924年 - 愛媛県議会副議長となる(1927年まで在職)。
- 1931年 - 愛媛県議会議長となる(1933年まで在職)。
- 1935年 - 4月11日に長浜水族館開館、8月24日に長浜大橋開通、10月6日に国鉄下灘大洲線開通、長浜小学校新築落成などの事業を成し遂げたが、流行性脳炎により9月13日17時20分、松山市の赤十字病院で急逝した。享年52。

## 俳誌『シブキ』
1905年(明治38年)5月25日、創刊号が発行。
編集兼発行人：西村兵太郎（号笑波）
発行所：喜多郡長浜町長浜甲六三六番地しぶき会出版部
印刷所：西宇和郡八幡浜町四四河野活版所
定価：一部七銭
『シブキ』の存在は、後世しばらくの間確認されていなかった。この俳誌が出版されていることは、愛媛大学の和田茂樹名誉教授が指摘していたが、教授が終戦直後古本屋で手に入れた一冊（第二巻 第五号）のみしか見つかっていなかったためである。ところが、1978年(昭和53年)5月、長浜高等学校の重松省三教諭が松山市垣生の村上霽月邸にて12冊を発見した。これにより、現存する『シブキ』は、以下の12種である。
1. 明治三十八年六月発行　第一巻　第二号
2. 明治三十八年七月発行　第一巻　第三号
3. 明治三十九年二月発行　第一巻　第八号
4. 明治三十九年三月発行　第一巻　第九号
5. 明治三十九年五月発行　第一巻　第十号
6. 明治三十九年六月発行　第一巻　第十一号
7. 明治三十九年七月発行　第一巻　第十二号
8. 明治三十九年九月発行　第二巻　第一号
9. 明治三十九年十月発行　第二巻　第二号
10. 明治三十九年十一月発行　第二巻　第三号
11. 明治四十年　一月発行　第二巻　第四号
12. 明治四十年　二月発行　第二巻　第五号（重複）

1894年(明治27年)、松山に発足した松風会が俳句会を続けており、正岡子規がこれを指導した。そして新派俳句、日本派俳句の『ホトトギス』が明治30年創刊され、翌年東京へ移った。子規の死後も地方俳壇、なかでも松山は子規の残した松風会を中心に、村上霽月、野間叟柳、仙波花叟、森田雷死久などが俳句に情熱を注いで盛んに句会が催され、盛り上がりをみせていた。ところが、その作品発表の場としての俳誌がなかった。句会は各地で催されるが、印刷して公にするものが、地方には無かったのである。『シブキ』の発刊は、その穴を埋めるものとなった。
森西幽軒は「近々出版せらる、と聞きしより、寤寐猶忘る能はざりし雑誌しぶきは、今や親しく我梧上に相見ゆる事となれり。勿論初刊の事とて僅々四頁に過ぎざる一小冊子なれば未だ其主張綱領の那辺に存するやは得て聞くべからずといへども文学趣味の擯斥追日酷ならんとするの秋、雄々しく呱々の声を、若かも愛する我西予の一角に挙げしは、已に業に多とする所なり、何んぞ歓迎せずして可ならんや」と記している。
第一巻第九号には石川蘆月が内藤鳴雪翁を東京の自宅に訪ねて、「翁曰く地方で雑誌発刊はなかなか容易な事ではない」「ホトトギスのむかしは松山であるが、売数三百部に足らず為に廃刊とまでなりかかったを虚子らが協議の上、子規子に頼み、東京に移すことになったが、すると今迄三百部売れなかった雑誌が一躍三千部の売数になって、今年などの初刷は五千部以上の売高だ。田舎で発刊するの困難はこれで分る。君等もしっかりやり給へ」などの記事がある。
投句者及び撰者の中で注目すべき人物には、次のような人がいる。
内藤鳴雪、島田五工、村上霽月、野間叟柳、仙波花叟、森田雷死久、峰青嵐、越智村雨、宮脇榎村、山田案史、末光蛙人、木原魚鱗、などである。

## 愛媛県水産業の父
西村は愛媛県（とりわけ中南予地区）の漁業振興に尽力した。愛媛県水産会製品検査主事であった長尾儀志郎が、愛媛県水産会機関誌でその功績をわかりやすくまとめている。
- 県水産会関係

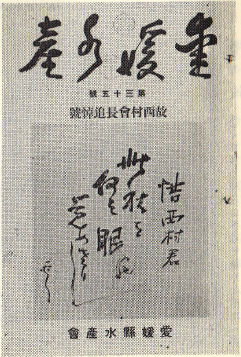
愛媛県水産会機関誌 第三十五号 故西村会長追悼号

1921年(大正10年)の水産会法の施行に伴い、1922年(大正11年)4月（一部5月という記録もあるが、4月21日が正しい）愛媛県水産会を設立し、副会長に就任した。
1. 水産物製品検査
2. 水産物販売斡旋事業
3. 漁業遭難共済事業
4. 出漁奨励事業
5. 漁業者移住奨励事業
6. 河川漁業被害粉議調停及び其の補殖事業
7. 礦油免税許可申請事務の代行
8. 沿岸漁業の利用厚生

- 喜多郡水産関係

大正11年2月11日喜多郡水産会を設立し、会長に就任した。
1. 鮎の人工ふ化放流
2. 水族館の設立

- 長浜漁業組合関係（組合長）

1. 船溜の竣工
2. 築磯の設置
3. 副業の奨励

- 喜多郡漁業組合連合会関係（連合会長）

1. 水難救護船の建造
2. 専用漁業権の利用調整
3. 粉議の調停

- 水難救護事業の発展
- 水産教育の拡充（長浜水産補助学校の開校）
- 魚問屋の整理
- 瀬戸内海水産連合会常任理事
- 帝国水産会議員

1. 漁業組合制度改正
2. 漁村金融改善施設

## その他
- 1938年4月12日 - 全国からの寄付で西村遺愛の地、旧台場に銅像が建設される。この像は現在、長浜高等学校の校庭に移動されている。
- 1958年6月6日 - 銅像の横に句碑が建てられた。
- 1985年9月30日 - 没後50年のこの年、久保七郎氏が『伝記西村兵太郎』を出版。